# Dang Ye-seo
Dang Ye-Seo (Changchun, 27 de abril de 1981) é uma mesa-tenista nascida chinesa, naturalizada sul-coreana. 

## Carreira
Dang Ye-Seo representou seu país nos Jogos Olímpicos de 2008 e 2012, na qual conquistou a medalha de bronze por equipes. 